# Macierz Ansoffa
Macierz Ansoffa – koncepcja opracowana przez Igora Ansoffa, pomagająca w formułowaniu wariantów strategicznych i wyborze optymalnego rozwiązania.

## Budowa
- Produkt Dotychczasowy – Rynek Dotychczasowy:
  - Strategie penetracji rynku: – wzrost udziału w rynku; – wzrost zakresu użytkowania produktu (zwiększenie liczby zainteresowanych produktem, wzrost ilościowy spożycia, nowe zastosowania)
- Produkt Dotychczasowy – Rynek Nowy:
  - Strategie rozwoju rynku: rozszerzenie rynków dla istniejących produktów (ekspansja geograficzna, wygenerowanie nowych segmentów);
- Produkt Nowy – Rynek Dotychczasowy:
  - Strategie rozwoju produktu: – udoskonalanie funkcji produktu, rozszerzenie linii produktu, nowe produkty (innowacje) na tym samym rynku;
- Produkt Nowy – Rynek Nowy:
  - Strategie dywersyfikacji: – integracja pionowa (integracja „ku przodowi”; integracja „do tyłu”); – dywersyfikacja koncentryczna; – dywersyfikacja równoległa (konglomeratowa).

## Opis
Ansoff cztery strategie podstawowe przedstawia jako element macierzy produkt – rynek, której wiersze tworzą poszczególne rodzaje produktów, a kolumny, poszczególne rynki.
Penetracja rynku, czyli nasilenie działań przedsiębiorstwa, zmierzających do wzrostu sprzedaży obecnie wytwarzanych produktów. Można go osiągnąć przez poprawę jakości produktu, lepszą obsługę, obniżkę ceny, intensyfikację działań marketingowych w kierunku dotychczasowych klientów oraz poprzez zyskanie nowych klientów w ramach tego samego segmentu rynku.
Rozwój rynku polega na działaniach przedsiębiorstwa zmierzających do wzrostu sprzedaży obecnie wytwarzanego produktu poprzez wejście na nowe rynki.
Rozwój produktu polega na dynamizacji sprzedaży przez wprowadzanie nowych produktów na dotychczasowy rynek. Nowe produkty, w sensie zaspokajania innej potrzeby niż produkty dotychczasowe, oznaczają wejście na nowy rynek, choć może to być rynek ten sam w sensie geograficznym. Strategia rozwoju produktu, w kategoriach teorii innowacji, oznacza innowację produktową lub tzw. produktowy postęp techniczny.
Dywersyfikacja to rozwój przedsiębiorstwa poprzez wprowadzenie nowych wyrobów, odmiennych niż dotychczasowe, oraz sprzedaży ich na nowych rynkach. Dywersyfikacja produkcji polega na wprowadzeniu nowych wyrobów lub wytwarzanych w oparciu o nowe, niestosowane dotychczas technologie. Dywersyfikacja rynku polega na wchodzeniu przedsiębiorstwa na nowe rynki lub też nowe segmenty rynku. Podstawową decyzją strategiczną przedsiębiorstwa jest dylemat dywersyfikować się czy nie, a następnie, jeżeli decyzja brzmi tak, to w jakie dziedziny wchodzić i w jakim tempie.